# Frédéric-Guillaume Ier de Brandebourg
Ne doit pas être confondu avec Frédéric-Guillaume Ier (roi de Prusse).

Frédéric-Guillaume

Frédéric-Guillaume de Brandebourg, dit « le Grand Électeur » (né le 16 février 1620 à Cölln, mort le 9 mai 1688 à Potsdam), est électeur de Brandebourg et duc de Prusse de 1640 à 1688.
Inspiré par l'exemple des Provinces-Unies, il restaure la puissance des Hohenzollern après les ravages de la guerre de Trente Ans et met le Brandebourg sur le chemin de la modernité.

## Biographie

### Une éducation occidentale
Né le 16 février 1620 à Cölln, il est le fils aîné de Georges-Guillaume Ier de Brandebourg et d'Élisabeth-Charlotte du Palatinat, fille de Frédéric IV du Palatinat et de Louise-Juliana d'Orange-Nassau, elle-même fille de Guillaume le Taciturne, prince d'Orange, et de Charlotte de Bourbon-Montpensier.
Il grandit pendant la guerre de Trente Ans au cours de laquelle le Brandebourg souffre énormément. Il est élevé dans la foi calviniste. Tenu éloigné par sa famille d'une région en guerre (le Brandebourg), il passe de nombreuses années en Hollande et prend des cours à l'université de Leyde. Son séjour en Hollande l'impressionne grandement, aussi bien la puissance commerciale que l'industrie et l'agriculture.
En 1638, son père le fait revenir contre son gré à Berlin, et lorsque le 1er décembre 1640 il hérite de la couronne de Brandebourg, le pays est dans une situation catastrophique :
- dévasté au cours de la guerre de Trente Ans, il comporte des régions devenues complètement désertes ;
- le Brandebourg, la Poméranie et le duché de Clèves sont occupés par l'armée suédoise ;
- la Prusse est un fief précaire, car le roi de Pologne peut à tout moment revenir sur cette concession ;
- le gouvernement du duché est aux mains d'un ennemi personnel, le comte Schwartzenberg.

À cela s'ajoute que les caisses de l'État sont vides, ce qui provoque la défection des mercenaires.

### La paix, condition du redressement du Brandebourg
Dès 1641, Frédéric-Guillaume conclut un armistice avec le roi de Suède, qui évacue immédiatement les villes de la marche de Brandebourg. La mort prématurée de Schwartzenberg en détention résout le problème de rivalité interne. À l'ouest, la fortune commence à tourner en faveur de la famille d'Orange-Nassau.
En décembre 1646, Frédéric-Guillaume épouse la fille aînée du stathouder Frédéric-Henri d'Orange-Nassau, Louise-Henriette d'Orange. Au cours des pourparlers de la paix de Westphalie, l'électeur de Brandebourg ne défend pas seulement ses terres, mais aussi la cause évangélique, et obtient que les sujets de l'Église réformée aient les mêmes droits que les luthériens. Il obtient la principauté épiscopale de Minden, principauté ecclésiastique désormais sécularisée.
Par la suite, Frédéric-Guillaume multiplie les réformes dans l'administration, les finances et l'armée, dont il fait une armée de métier. Il accélère le passage d'une économie de subsistance à une économie monétaire.

### La guerre du Nord et le traité de Bromberg
Charles-Gustave de Suède, en guerre avec la république des Deux Nations, conclut une alliance avec le Brandebourg : par le traité de Kœnigsberg du 17 janvier 1656, Frédéric-Guillaume accepte de devenir le vassal de la Suède moyennant la confirmation de sa souveraineté sur le duché de Prusse, et l'extension de l'hérédité à tous les Hohenzollern, sans autre distinction de lignage. Les garnisons du Brandebourg en Prusse royale se retirent et lorsque Marienbourg capitule en mars, Dantzig reste la seule ville échappant au contrôle suédois. Le traité de Marienbourg (en) (29 juin 1656) transfère la souveraineté sur la Grande-Pologne à Frédéric-Guillaume en échange de son soutien militaire ; mais l'électeur de Brandebourg reste vassal de la Suède pour le duché de Prusse,.
Enfin, la Suède, avec le concours du Brandebourg (bataille de Varsovie, 28-30 juillet 1656) écrase la Pologne à l'automne 1656. Ayant placé le roi de Pologne Jean II Casimir en exil en Silésie, Charles-Gustave se fait couronner roi de Lituanie le 20 octobre. Il fait ensuite route vers le nord, où les nobles de la Prusse royale, jaloux de leur indépendance, concluent une alliance défensive avec l'électorat de Brandebourg le 12 novembre (traité de Rinsk) : ce traité autorise Frédéric-Guillaume à stationner des garnisons brandebourgeoises sur leurs terres. Thorn et Elbing, qui n'ont pas ratifié le traité,, sont occupées par la Suède.
Mais déjà, Frédéric-Guillaume Ier envisage un retournement d'alliance : il fait connaître au roi de Pologne Jean-Casimir, revenu d'exil en mars, qu'il changera de camp si la Couronne de Pologne lui accorde les mêmes titres que le roi de Suède Charles-Gustave sur les terres de Poméranie et de Prusse. Ces conditions sont négociées à Wehlau (auj. Znamensk) et conclues à Bromberg le 6 novembre 1657.
Le traité de Bromberg concède au prince de Hohenzollern-Brandebourg, en échange de son appui militaire dans la grande guerre du Nord et de la restitution de la Varmie à la Pologne, la souveraineté héréditaire sur le duché de Prusse, et les districts poméraniens de Lauenburg et Bütow ; les villes de Draheim et Elbing sont remises en hypothèque à Frédéric-Guillaume pour trois ans.

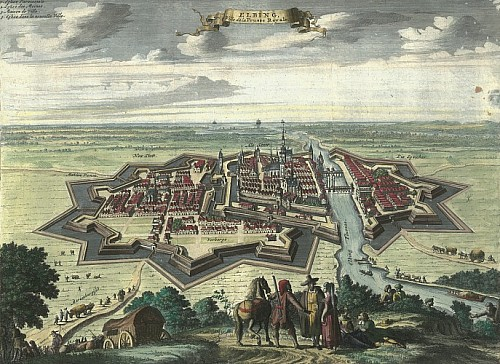
La ville d'Elbing.

En 1660, la garnison suédoise évacue Elbing, mais la république des Deux Nations s'en empare avant le Brandebourg, bien qu'elle n'ait pas réglé l'indemnité convenue à Bromberg. Pour cette raison, Frédéric-Guillaume Ier refusera son appui à la Pologne lorsqu’éclatera la guerre russo-polonaise (1654-1667) et brandira un accord de neutralité conclu avec la Russie en 1656. Outre Elbing, les conseillers de la république des Deux Nations auraient voulu conserver Draheim, mais Frédéric-Guillaume parvient à les circonvenir en occupant la place en 1663.

### Intervention dans la guerre de Hollande et lutte contre la Suède (1672–1679)

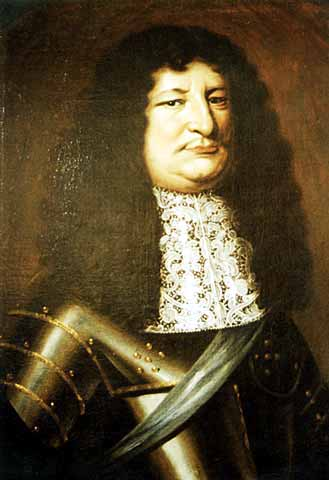
Frédéric-Guillaume en armure, huile sur toile de 1663.

L'assaut des armées de Louis XIV contre les Pays-Bas de Johan de Witt en 1672 se prolongea en un conflit de plusieurs années : la guerre de Hollande. Frédéric-Guillaume, tenu par les accords passés, dépêcha en Rhénanie une armée de 20 000 hommes. Les généraux impériaux Montecuccoli et Bournonville parvinrent à contrer toutes les tentatives françaises de percée sur le Rhin et en Westphalie, au prix de l’occupation de la province brandebourgeoise de Westphalie par les troupes du général Turenne. Aussi, le 16 juin 1673, l'électeur Frédéric-Guillaume décida-t-il de conclure une paix séparée à Vossem avec la France.
Mais dès le 1er juillet 1674, il rejoignait la nouvelle coalition formée par le Saint-Empire contre Louis XIV. Aux côtés de Bournonville, il s'opposa en vain à l'annexion de l’Alsace par Turenne, et à la fin de 1674, l'irruption des Suédois dans la marche de Brandebourg laissée sans défense l'obligea à se replier en catastrophe vers ses États. Le 5 janvier 1675, lors de la bataille de Turckheim, son armée fut battue par l'armée française commandée par le maréchal de Turenne.
Le 25 juin 1675, par la bataille de Fehrbellin, il infligea une défaite décisive à l'envahisseur scandinave : comme il commandait son armée en personne, son prestige militaire devint manifeste aux yeux des cours européennes, et il y gagna le surnom de « Grand Électeur ». Dans l'élan de cette victoire, il s'empara une par une de toutes les places fortes de Poméranie suédoise jusqu'en 1678. Il prit lui-même la tête de l'armée qui, au fort de l'hiver 1678-79, pourchassa jusqu'aux frontières de Livonie les débris de l'armée suédoise, désormais piégée en Prusse-Orientale : cet épisode est resté dans l'histoire prussienne comme la « chasse à travers le golfe de Courlande » (Jagd über das Kurische Haff).
Mais par la paix de Saint-Germain (1679), Frédéric-Guillaume dut abandonner non seulement la Poméranie qu'il venait de conquérir, mais aussi une mince bande de territoires le long de l'Oder : ses alliés néerlandais et autrichiens venaient en effet de capituler, le laissant désormais seul, aux côtés du Danemark, lutter contre une France apparemment invincible. Profondément accablé par la nonchalance de l'empereur Léopold dans ce conflit, l'électeur de Brandebourg décida de changer de camp : le 25 octobre 1679, par un accord secret, il s'engageait envers Louis XIV à voter en faveur d'un candidat français lors de la prochaine élection d'un empereur.

### Les réformes intérieures

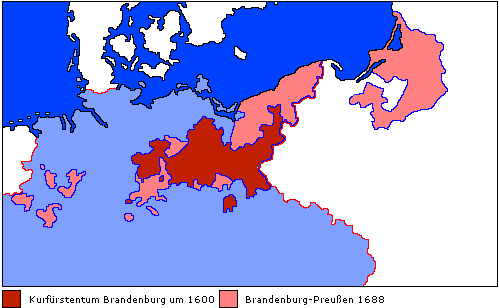
Extension (en rose) du Brandebourg de 1600 à 1688.

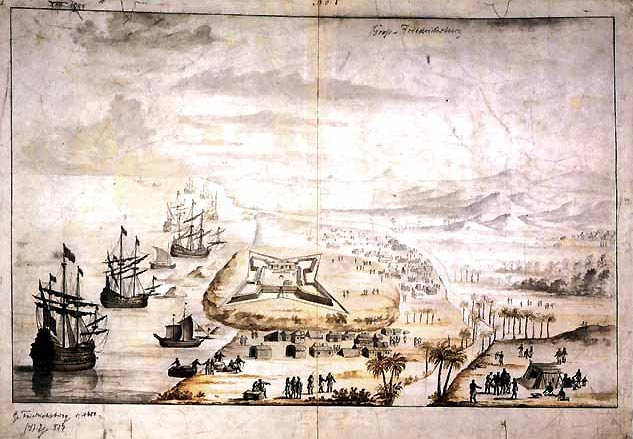
Le fort Groß Friedrichsburg sur la côte de l'Or en 1688.

Il fait construire la première flotte de l'histoire de la Prusse et celle-ci réussit, malgré la résistance des grandes puissances maritimes, à s'implanter en trois endroits des côtes africaines (île d'Arguin, Fort Groß Friedrichsburg, Fort Dorothea). Pendant la seule année 1693, les Brandebourgeois transporteront vers les Antilles deux fois plus d’esclaves que les Anglais et trois fois plus que les Hollandais. Les conditions dans lesquelles ces hommes sont transportés ne sont pas différentes de ce qui se pratique sur les autres navires battant pavillon européen : mauvais traitements, coups, blessures, mutilations, humiliations permanentes.
Sous l'impulsion de Frédéric-Guillaume une grande réforme économique et administrative se met en place pour augmenter les revenus du domaine après la catastrophique guerre de Trente Ans qui a ravagé le Brandebourg. Cette réforme devient un succès grâce au « Colbert brandebourgeois », Dodo von Knyphausen (de), ministre du Domaine entre 1683 et 1697. Il mit notamment en place une « chambre de cour » pour gérer tous les domaines de Frédéric-Guillaume et parvient en 15 ans à doubler le produit des domaines.

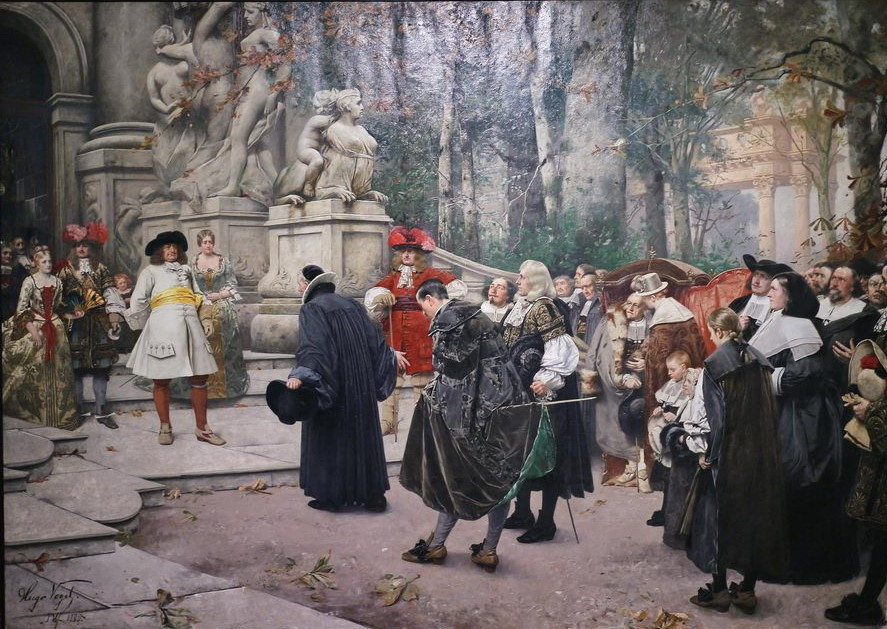
Tableau nationaliste d'Hugo Vogel : Accueil des « Réfugiés » (Huguenots) par le Grand Électeur au château de Potsdam en 1685.

Par l’édit de Potsdam (1685), il accorde l'asile aux huguenots français persécutés — plus de 3 000 Messins s'installeront à Berlin, permettant l'essor économique de la ville. Simultanément, il invite les catholiques de Magdebourg à reprendre possession de la collégiale Sainte-Marie des Prémontrés.
Sous son règne, les possessions des Hohenzollern sont passées de 33 150 km2 à 112 660 km2 et se sont accrues d'un million et demi d'habitants.
Il meurt le 9 mai 1688 à Potsdam et est inhumé en la cathédrale de Berlin. Son fils Frédéric III de Brandebourg (futur roi Frédéric Ier de Prusse) lui succède.

## Famille

### Généalogie
Frédéric-Guillaume de Brandebourg appartient à la première branche de la maison de Hohenzollern. Cette lignée donna des électeurs, des rois, des empereurs à la Prusse et à l'Allemagne. Frédéric-Guillaume de Brandebourg est l'ascendant de l'actuel chef de la maison impériale d'Allemagne, le prince Georges-Frédéric de Prusse.

### Mariages et descendance

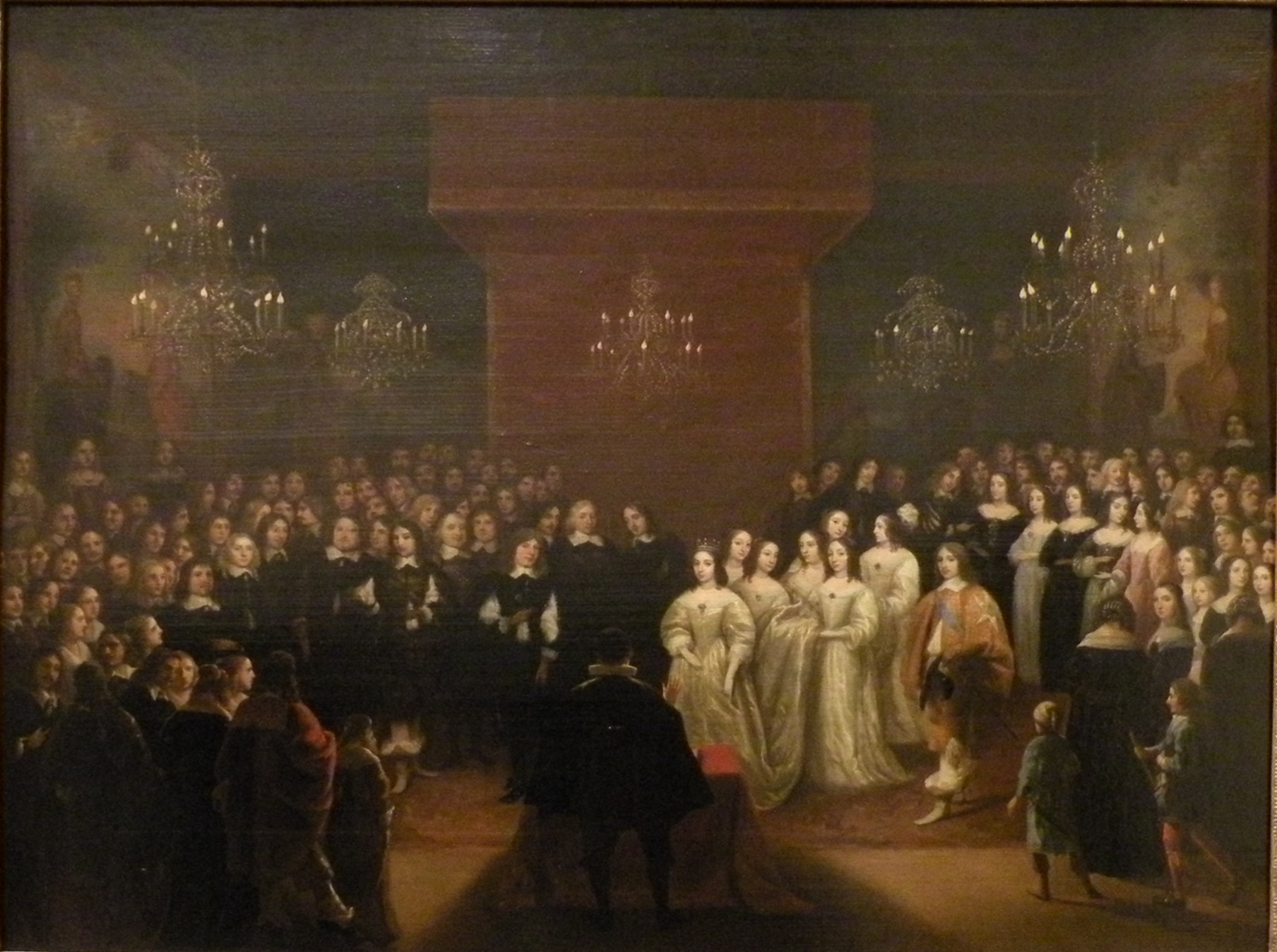
Mariage de l’Électeur de Brandebourg, par Jan Mytens. Musée des beaux-arts de Rennes.

En 1646, Frédéric-Guillaume de Brandebourg épousa Louise-Henriette d'Orange-Nassau (1627 – 1667), fille du stathouder Frédéric-Henri d'Orange-Nassau.
Six enfants sont nés de cette union :
- Guillaume (1648 – 1649) ;

- Charles-Émile (1655 – 1674) ;

- Frédéric (1657 – 1713), roi en Prusse ;

- Henri (1664 – 1664) ;

- Amélie (1664 – 1665) ;

- Louis de Brandebourg (de) (1666 – 1687), en 1681, il épouse Louise Caroline Radziwiłł (1667 – 1695), fille du prince Bogusław Radziwiłł.

Veuf, Frédéric-Guillaume de Brandebourg épouse en 1668 Sophie-Dorothée de Schleswig-Holstein-Sonderbourg-Glücksbourg (1636 – 1689), fille du duc Philippe de Schleswig-Holstein-Sonderbourg-Glücksbourg.
Sept enfants sont nés de cette union :
- Philippe-Guillaume (1669 – 1711), margrave de Brandebourg-Schwedt, en 1699, il épouse Jeanne-Charlotte d'Anhalt-Dessau († 1750), dont il a six enfants ;

- Marie-Amélie (1670 – 1739), en 1687, elle épouse Charles de Mecklembourg-Güstrow († 1688). Veuve, elle épouse en 1689 le duc Maurice-Guillaume de Saxe-Zeitz († 1718) ;

- Albert-Frédéric de Brandebourg-Schwedt (1672 – 1731), en 1703, il épouse Marie-Dorothée de Courlande (1684 – 1743), fille du duc de Courlande-Sémigalie Frédéric II Casimir Kettler ;

- Charles-Philippe (1673 – 1695), en 1695, il épouse Catherine de Babiano († 1719) ;

- Élisabeth-Sophie (1674 – 1748), en 1691, elle épouse Frédéric II Casimir Kettler († 1698). Veuve, elle épousa en 1703 le margrave Christian-Ernest de Brandebourg-Bayreuth († 1712). Veuve, elle épouse en 1714 le duc Ernest-Louis Ier de Saxe-Meiningen (1672 – 1736) ;

- Dorothée (1675 – 1676) ;

- Christian-Louis (1677 – 1734).

## Hommages

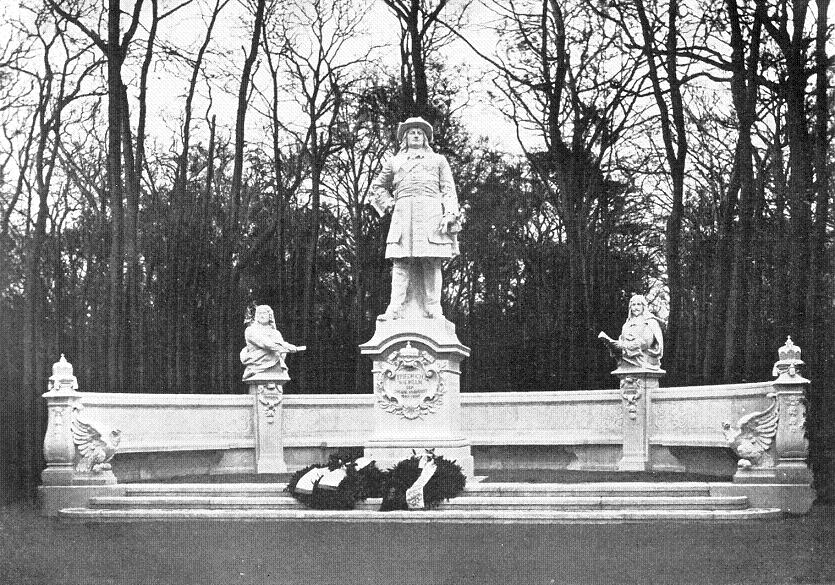
Monument disparu de la Siegesallee (Fritz Schaper).

Son règne est commémoré par un buste à son effigie dans le Walhalla, et plusieurs statues :
- à Genève sur le mémorial de la Réforme ;
- à Minden ;
- à Knock-in-Emden, dont le marché sur l'eau a été encouragé par Frédéric-Guillaume.

À Berlin, l'empereur Guillaume II lui fit ériger une statue, œuvre de Fritz Schaper, le long de la Siegesallee dans le Tiergarten. Elle a été transportée depuis dans le Berliner Lapidarium.